# Lunca (Zamostea), Suceava
Lunca este un sat în comuna Zamostea din județul Suceava, Moldova, România.
Aici se află o rezervație naturală, ruinele unui pod de beton peste râul Siret care a fost dinamitat în cel de-al doilea război mondial.  
 Acest articol despre o localitate din județul Suceava este deocamdată un ciot. Puteți ajuta Wikipedia prin completarea lui.